# Công tước xứ Montrose
Công tước xứ Montrose (tiếng Anh: Duke of Montrose) được đặt tên theo địa danh Montrose, Angus, Scotland, là một tước hiệu đã được tạo ra hai lần trong Đẳng cấp quý tộc Scotland. Tước hiệu này được lập lại vào năm 1707, dành cho James Graham, Hầu tước thứ 4 xứ Montrose, chắt của James Graham, Hầu tước thứ nhất xứ Montrose nổi tiếng. Montrose được tôn vinh như một phần thưởng cho sự ủng hộ quan trọng của ông đối với Đạo luật Liên minh 1707. Kể từ đó nó vẫn được Gia tộc Graham nắm giữ, gắn liền với quyền lãnh đạo của Thị tộc Graham.
Các tước hiệu phụ của Công tước là: Hầu tước xứ Montrose (thành lập năm 1644), Hầu tước xứ Graham và Buchanan (1707), Bá tước xứ Montrose (1503), Bá tước xứ Kincardine (1644), Bá tước Graham (1722), Tử tước Dundaff (1707), Lãnh chúa Graham (1445), Lãnh chúa Graham và Mugdock (1644), Lãnh chúa Aberruthven, Mugdock và Fintrie (1707) và Nam tước Graham, của Belford (1722). Các tước hiệu của Bá tước Graham và Nam tước Graham đều thuộc Đẳng cấp quý tộc Đại Anh; phần còn lại thuộc Đẳng cấp quý tộc Scotland. Con trai cả của Công tước sử dụng tước hiệu lịch sự là Hầu tước xứ Graham và Buchanan.
Trụ sở của gia đình là Auchmar House, gần Loch Lomond, Stirlingshire. Trước đây nó là Lâu đài Buchanan, gần Drymen, Stirlingshire.